# Margo Hayes
Margo Hayes (Boulder, 1998) és una escaladora estatunidenca de l'equip Team ABC Boulder. El 26 de febrer de 2017, després de 7 dies de treball, Hayes esdevenia la primera dona en escalar el nivell 9a+ quan va ascendir la via La Rambla a Siurana, Priorat (oberta originalment per en Ramon Julian Puigblanque).
Hayes ha competit dins les tres disciplines de la Federació Internacional d'Esport d'Escalada (obertura de vies, velocitat i bloc). El 2016, va competir en la categoria de joves dels Campionats Mundials de l'IFSC a Guangzhou (Xina), guanyant tant en bloc com en obertura de vies, sent-ne la 15a en velocitat i situant-se primera en la classificació global. En el mateix campionat el 2015 a Arco (Itàlia), Hayes va guanyar la plata en bouldering i obertura, darrere de Janja Garnbret.

## Resultats d'escalada
- Primera ascensió femenina, La Rambla (Siurana, 9a+). Febrer de 2017
- Primera ascensió femenina, Bad Girls Club (Wicked Cave, Rifle Mountain Park, Colorado). Agost de 2016.
- Ascensió The Crew (Rifle Mountain Park, Colorado). Juny 2016.
- Medalla d'or. Campionat d'Escalada Esportiva i de Velocitat dels EUA, 2016
- Medalla de plata. Campionat d'Escalada Esportiva i de Velocitat dels EUA, 2015